# Реорганизация юридического лица
Реорганиза́ция юридического лица — прекращение юридического лица, влекущее возникновение отношений правопреемства юридических лиц, в результате которого происходит одновременное создание одного, либо нескольких новых, и/или прекращение одного, либо нескольких прежних юридических лиц. Осуществляется в форме слияния, присоединения, разделения, выделения или преобразования.
Реорганизация осуществляется по решению учредителей (участников) либо органа юридического лица, уполномоченного на то учредительными документами. В некоторых случаях, реорганизация юридических лиц осуществляется по решению уполномоченных государственных органов или суда, либо с согласия уполномоченных государственных органов. При реорганизации учредители (участники) юридического лица или орган, принявшие решение о реорганизации юридического лица, обязаны письменно уведомить об этом кредиторов реорганизуемого юридического лица, а те, в свою очередь, вправе потребовать прекращения или досрочного исполнения обязательства, должником по которому является это юридическое лицо, и возмещения убытков.

## Классификация видов реорганизации
| Виды реорганизации:        | создание новых или прекращение прежних юридических лиц | создание новых или прекращение прежних юридических лиц | создание новых или прекращение прежних юридических лиц | создание новых или прекращение прежних юридических лиц |
| Виды реорганизации:        | создание одного                                        | создание нескольких                                    | прекращение одного                                     | прекращение нескольких                                 |
| слияние организаций        | +                                                      | —                                                      | —                                                      | +                                                      |
| присоединение организации  | —                                                      | —                                                      | +                                                      | +                                                      |
| разделение организации     | —                                                      | +                                                      | +                                                      | —                                                      |
| выделение организации      | +                                                      | +                                                      | —                                                      | —                                                      |
| преобразование организации | +                                                      | —                                                      | +                                                      | —                                                      |